# Chaetostoma stroumpoulos
Chaetostoma stroumpoulos är en fiskart som beskrevs av Salcedo 2006. Chaetostoma stroumpoulos ingår i släktet Chaetostoma och familjen Loricariidae. Inga underarter finns listade i Catalogue of Life.